# 菅滋正
菅 滋正（すが しげまさ、1945年 - ）は、日本の固体物理学の研究者である。工学博士(東京大学)。大阪大学名誉教授。専門は放射光、高エネルギー分光、光電子分光、ナノ磁性。35年間にわたり日独の国際共同研究を推進した。岡山県岡山市出身。

## 経歴
- 1964年（昭和39年）　岡山県立岡山朝日高等学校卒業
- 1968年（昭和43年）　東京大学工学部物理工学科卒業
- 1973年（昭和48年）　東京大学工学博士、マックスプランク固体研究所(MPIF)研究員
- 1976年（昭和51年）　東京大学助教授。物性研究所にて放射光研究を推進
- 1989年（平成元年）　12月　大阪大学教授基礎工学部
- 2009年（平成21年）　3月　大阪大学退職、同年7月　大阪大学大学院基礎工学研究科特任教授、この間文部省高エネルギー物理学研究所教授を6年間併任
- 2009年（平成21年）　4月 - 9月　大阪大学産業科学研究所 特任教授
- 2012年（平成24年）　3月 - 現在　大阪大学産業科学研究所 招へい教授

## 受賞等
- 1994年　　応用物理学会賞
- 2003年　　Eugen-und-Ilse Seibold賞　ドイツ研究振興協会
- 2005年　　文部科学大臣表彰　科学技術賞　研究部門
- 2007年　　島津賞
- 2008年　　Helmholtz-Humboldt研究賞 ヘルムホルツ協会、アレクサンダー・フォン・フンボルト財団
- 命名　「極低エネルギー光電子分光　ELEPES」「バルク敏感光電子分光」